# Гельмут Вольтат
Гельмут К. Г. Вольтат (нім. Helmuth C. H. Wohlthat; 4 жовтня 1893, Вісмар — 1982) — високопоставлений німецький чиновник Третього рейху. Ім'я Гельмута Вольтата носить гірський масив Вольтат в Антарктиді.

## Біографія
Отримавши атестат зрілості 1912 року, Вольтат вступив до військового училища в Енгерсе. У Першу світову війну служив офіцером у кавалерії і демобілізувався в званні старшого лейтенанта. 1920—1929 років займався комерційною діяльністю в галузі масел і жирів і одночасно навчався в Кельні. 1929—1933 років Вольтат проживав у США, де вивчав політичні науки в Колумбійському університеті в Нью-Йорку. У США Вольтат одружився з американкою німецького походження, вчителькою за професією.
Повернувшись на батьківщину, Вольтат деякий час працював в імперському міністерстві продовольства. 1934 року Шахт запросив його на посаду міністеріал-директора до відділу забезпечення валютних надходжень в імперському міністерстві економіки. 1938 року Вольтат перейшов на роботу до Пруського державного міністерства і в ранзі статс-секретаря займався переважно питаннями зовнішньої торгівлі і валютних надходжень у безпосередньому підпорядкуванні Германа Герінга. До сфери його завдань входило створення німецького китобійного флоту. До початку 1938 року Вольтат підготував антарктичну експедицію. В лютому 1939 року Вольтат вів переговори з Джорджем Раблі з Міжурядового комітету з питань біженців з метою досягнення угоди про єврейську еміграцію з Німеччини. 23 березня 1939 року Вольтат уклав з урядом Румунії економічний договір, який дозволив Німеччині інвестувати в нафтопереробну галузь Румунії. Влітку 1939 року брав участь у неофіційних переговорах, відомих у радянській історіографії як «Лондонські переговори». Після окупації Нідерландів під час Другої світової війни Вольтат був призначений уповноваженим при нідерландському банку в Амстердамі. На цій ключовій позиції він з кінця травня 1940 року контролював валютні потоки в Нідерландах і відповідно всю зовнішню торгівлю. З квітня 1941 року Вольтат очолив німецьку економічну делегацію в Японії, де й прожив до кінця війни.
У повоєнний час Вольтат займав посади в наглядових радах різних приватних компаній. 10 вересня 1954 року Фріц Шеффер за підтримки Франца Йозефа Штрауса запропонував кандидатуру Гельмута Вольтата на пост директора Світового банку. Людвіг Ергард висунув на цю посаду Отто Доннера. Під час голосування в уряді більшість голосів отримав Вольтат, але внаслідок втручання Конрада Аденауера главою Світового банку став Доннер.